# Miescher-Abbau
Der Miescher-Abbau, auch Meystre-Miescher-Abbau, ist eine Namensreaktion aus dem Bereich der organischen Chemie. Die Reaktion wurde nach den Chemikern Charles Meystre und Karl Miescher (1892–1974) benannt und dient dem Abbau der Seitenkette von Gallensäuren.

## Übersichtsreaktion
Der Miescher-Abbau ist eine mehrstufige Reaktionskette zum Abbau der Seitenkette von Gallensäuren 1 unter Bildung spezieller Ketone 2:

## Reaktionsablauf
Der nachfolgende Reaktionsverlauf wird in der Literatur beschrieben:
Im ersten Schritt reagiert Phenylmagnesiumbromid in einer Grignard-Reaktion mit der Esterfunktion in der Gallensäure-Seitenkette 1. In einer säurekatalysierten Eliminierungsreaktion wird Wasser abgespalten unter Entstehung einer C=C-Doppelbindung. Dann wird mit N-Bromsuccinimid (NBS) in Allylstellung bromiert. In einer basenkatalysierten Eliminierungsreaktion entsteht dann ein konjugiertes Dien. Das Dien wird mit Chromtrioxid oxidiert, es entsteht ein Methylketon 2.